# انتخاب جایگاه
انتخاب جایگاه (Niche Picking)، که گاهی به عنوان انتخاب گوشه دنج یا جاویژه نیز تعبیر و ترجمه می‌شود، یک نظریه روانشناختی است که بیان می‌کند افراد محیط‌های اجتماعی را انتخاب می‌کنند که با ویژگی‌های ژنتیکی‌شان سازگار است. به عنوان مثال، افراد برون‌گرا ممکن است به‌طور آگاهانه با افرادی مشابه خودشان ارتباط برقرار کنند. این مفهوم بخشی از همبستگی ژن-محیط به‌شمار می‌رود.

## مدل اسکار و مک کارتنی
در سال ۱۹۸۳، روانشناسان ساندرا اسکار و کاتلین مک‌کارتنی پیشنهاد کردند که ژن‌ها بر محیط‌هایی که افراد برای تعامل انتخاب می‌کنند تأثیر می‌گذارند و فنوتیپ‌ها بر تعاملات بین افراد، مکان‌ها و جایگاه‌ها اثر دارند. این نظریه بیان می‌کند که ژنوتیپها می‌توانند واکنش فرد به محیط‌های خاص را تعیین کنند و این تعاملات ژنوتیپ-محیط بر رشد انسانی تأثیر می‌گذارند.
اسکار و مک‌کارتنی، با الهام از تحقیقات رابرت پلومین، سه نوع همبستگی ژن-محیط را شناسایی کردند. با رشد افراد، آن‌ها به ترتیب وارد این مراحل می‌شوند، که هر مرحله نسبت به مرحله قبلی تأثیر عمیق‌تری بر توسعه آن‌ها دارد.
منفعل
در دوران نوزادی، محیط افراد توسط والدینشان فراهم می‌شود. محیط پرورش، منعکس کننده ژن‌های والدین است، بنابراین از نظر ژنتیکی برای کودک مناسب است.
خاطره‌انگیز
محیط‌ها بر اساس ژن‌هایی که بیان می‌کنند (فنوتیپ) به افراد پاسخ می‌دهند. نوزادان و نوجوانان از طریق این تعامل، پاسخ‌های اجتماعی و فیزیکی را از محیط خود فرا می‌خوانند. تجربیات و بنابراین رشد، بیشتر تحت تأثیر برانگیختگی هستند تا محیط غیرفعال. با این حال، تأثیر برانگیختگی با گذشت زمان کاهش می‌یابد.
فعال
افراد به‌طور گزینشی به جنبه‌هایی از محیط خود که با ژنوتیپ‌های خاص آنها مرتبط است توجه می‌کنند و به‌طور خودمختار محیط‌هایی را برای تعامل انتخاب می‌کنند. انتخاب‌های آنها بر اساس جنبه‌های انگیزشی، شخصیتی و فکری ژنوتیپ آنها است؛ بنابراین، تعاملات محیطی مختص هر فرد است و می‌تواند بسیار متفاوت باشد. از آنجایی که این محیط‌ها به جای مواجهه، انتخاب می‌شوند، تأثیر بیشتری بر تجربه و رشد دارند.

### نقش
اسکار و مک‌کارتنی انتخاب جایگاه ویژه را ساز و کاری تعریف کردند که افراد از آن برای گزینش محیط‌های متناسب با ژنوتیپ خود استفاده می‌کنند. در نتیجه، خلق‌وخوی فرد اغلب بر نوع جایگاه ویژه انتخاب‌شده اثر می‌گذارد، زیرا محیط معمولاً بازتاب‌دهنده خلق‌وخوی کلی فرد است.
جایگاه یک فرد ممکن است با گذشت زمان تغییر کند، همان‌طور که در نظریه انعطاف‌پذیری رفتاری و تکامل امیلی اسنل-رود توضیح داده شده است. اسنل-رود بیان می‌کند که یکی از جنبه‌های انعطاف‌پذیری رفتاری رشدی، تغییر در فنوتیپ بیان‌شده یک ژن به دلیل تغییرات محیطی است. رفتارهای نشان‌داده‌شده منعکس‌کننده محیطی هستند که فرد آن را پذیرفته است و این رفتارها در نتیجه تعامل با آن محیط تغییر می‌کنند. اگر فرد پیش‌تر با محیطی مواجه شده باشد، تغییر در رفتار او می‌تواند به یادگیری نسبت داده شود که امکان بروز پاسخ‌های متنوع را فراهم می‌کند. در رابطه با انتخاب جایگاه، این نشان می‌دهد که فرایند انتخاب محیط توسط افراد، هم‌زمان با تکامل روش و سطح پاسخگویی آن‌ها، تکامل می‌یابد.

## مثال‌ها
مدل ژنوتیپ-محیط بیان می‌کند که با افزایش سن خواهر و برادرها و دوقلوهای ناهمسان، فنوتیپ‌های آنها از هم جدا می‌شود. این به دلیل تسلط نسبی آنها بر تعاملات غیرفعال، برانگیزاننده و فعال است. وقتی خواهر و برادرها نوزاد هستند، محیط‌هایی که والدینشان فراهم می‌کنند مشابه است. اما با افزایش سن و شروع به برانگیختن پاسخ‌هایی از محیط خود، عناصر اجتماعی و فیزیکی که با آنها مواجه می‌شوند شروع به تغییر می‌کنند.
ویژگی‌های شخصی که پاسخ‌های محیطی را تشویق می‌کنند، مانند ظاهر، شخصیت و هوش، به دلیل تنوع ژنی، بین خواهر و برادرها و دوقلوهای ناهمسان یکسان نیستند. هنگامی که خواهر و برادرها می‌توانند به‌طور فعال با محیط خود تعامل داشته باشند و محیط‌هایی را که دوست دارند انتخاب کنند، تفاوت‌های بین جایگاه‌های آنها آشکار می‌شود. این فرایند در خانواده‌هایی که یک فرزند اجتماعی و سرزنده است در حالی که دیگری ترسو و محتاط است، مشهود است.
به گفته فرانک سالووی، محقق اجتماعی، بیشتر تفاوت‌های شخصیتی بین خواهر و برادرها ناشی از تنوع شخصیتی و محیط‌های غیرمشترک است که هر دو تحت تأثیر موارد زیر قرار دارند:
- سرمایه‌گذاری والدین
- تمایل خواهر و برادرها برای متمایز کردن خود از یکدیگر، اغلب با فرض کردن خلق و خوی متضاد
- ترتیب تولد، شخصیت و نقش‌های جنسیتی.[۴]

این عناصر در کنار هم، به خواهر و برادرها تجربیات محیطی فعال و خاطره‌انگیز متفاوتی می‌دهند که منعکس‌کنندهٔ جایگاه فردی آنهاست.
در دوقلوهای همسان، این فرایند متفاوت است. وقتی خواهر و برادرها همسن هستند و ظاهر یکسانی دارند، برخی افراد علیرغم شخصیت‌های متفاوتشان، به‌طور یکسان به آنها واکنش نشان می‌دهند. دوقلوها، چه جداگانه بزرگ شده باشند و چه با هم، با تأثیرات اجتماعی و فیزیکی یکسانی از محیط خود مواجه می‌شوند. اغلب، این باعث می‌شود که آنها جایگاه‌های مشابهی را توسعه دهند، اگرچه تضمین نمی‌کند که این اتفاق بیفتد.

## کاربردهای معاصر
مدل اسکار و مک کارتنی چارچوبی برای بررسی نقشی که ژنوتیپ‌های کودکان در تعیین تعاملات محیطی ایفا می‌کنند، فراهم می‌کند. دو موضوع اصلی مرتبط با این تحقیق، سیاست‌های عمومی برای ارتقای آموزش کودکان و وراثت‌پذیری باورهای سیاسی است.

### پیامدهایی برای سیاست‌گذاران
در مطالعه‌ای در سال ۱۹۹۶، اسکار پیامدهای تعامل ژنوتیپ-محیط را برای سیاست‌های عمومی، به‌ویژه در آموزش و پرورش، بررسی کرد. او به سیاست‌گذاران توصیه کرد که هنگام استفاده از برنامه‌هایی مانند Head Start برای تشویق رشد فکری در کودکان، محتاط باشند و استدلال کرد که تعاملات ژنوتیپ-محیط به همه کودکان (به جز آنهایی که در خانه‌های به‌خصوص مورد آزار یا غفلت بزرگ شده‌اند) «فرصت‌های کافی خوب» برای رشد بدون کمک چنین برنامه‌هایی می‌دهد.
سیاست‌گذاران ممکن است انتظار داشته باشند که از برنامه‌هایی مانند «هد استارت» که برای معرفی کودکان به محیط مدرسه، ایجاد محیطی پایدار و تقویت استعدادهای شناختی آنها طراحی شده‌اند، شاهد جهشی در توانایی‌های فکری کودکان باشند. با این حال، اسکار معتقد است که آنها نمی‌توانند آنچه والدین باهوش و یک محیط پرورش‌دهنده ارائه می‌دهند را به‌طور کامل بازآفرینی کنند. او در عوض از یک محیط متنوع و محرک حمایت می‌کند که به کودکان اجازه می‌دهد از انواع مختلف ابراز وجود استفاده کنند.
اسکار در سال ۱۹۹۷ آزمایشی در مورد تأثیر مراقبت روزانه خارج از خانه بر کودکان انجام داد. او از این مطالعه و مطالعات قبلی نتیجه گرفت که کیفیت مراقبت روزانه فقط تأثیرات کوچک و موقتی بر رشد فکری دارد. او خاطرنشان کرد که برای کودکانی که از خانه‌های خوب می‌آیند، تعامل ژنوتیپ و محیط معمولاً بیشتر رشد فکری مورد نیاز آنها را فراهم می‌کند. حمایت والدین و محیط به این کودکان اجازه می‌دهد تا زمینه‌هایی را که با خواسته‌ها و توانایی‌های فکری آنها مناسب‌تر است، کشف کنند.
این یافته‌ها نشان می‌دهد که کودکان خانواده‌های کم‌درآمد می‌توانند از برنامه‌هایی که همین نوع حمایت را ارائه می‌دهند، بهره‌مند شوند. به جای یک محیط محدود که بر جذب کودکان در مؤسسات آموزشی تمرکز دارد، یک محیط محرک بیشترین فایده را برای کودکانی که در خانه سطح کافی از تعامل ژنوتیپ-محیط را دریافت نمی‌کنند، فراهم می‌کند.